# Szukając Erica
Szukając Erica (ang. Looking for Eric) – brytyjsko-belgijsko-francusko-hiszpańsko-włoski komediodramat z 2009 roku w reżyserii Kena Loacha. Wyprodukowany został przez wytwórnię Icon Film Distribution.
Premiera filmu odbyła się 18 maja 2009 podczas 62. Międzynarodowego Festiwalu Filmowego w Cannes. W Polsce film odbył się 14 stycznia 2011. Zdjęcia do filmu zrealizowano w Manchesterze.

## Fabuła
Czterdziestoletni zagorzały kibic piłki nożnej Eric Bishop (Steve Evets) pracuje jako listonosz. Przechodzi poważny życiowy kryzys. Koledzy, aby mu pomóc, organizują kurs pokonywania stresu. Jednak najbardziej skuteczny okazuje się idol Erica, piłkarz Éric Cantona, który niespodziewanie pojawia się w jego życiu.

## Obsada
Źródło: Filmweb
- Steve Evets jako Eric Bishop
- Éric Cantona jako on sam
- Stephanie Bishop jako Lily
- Gerard Kearns jako Ryan
- Stefan Gumbs jako Jess
- Lucy-Jo Hudson jako Sam
- Justin Moorhouse jako Spleen
- Des Sharples jako Jack